# Schachbundesliga 2003 (Schweiz)
In der Saison 2003 der Schweizer Bundesliga im Schach lieferten sich der ASK Winterthur und der SV Wollishofen ein Kopf-an-Kopf-Rennen um den Titel, das Winterthur mit einem Brettpunkt Vorsprung für sich entschied.
Der Titelverteidiger Schachclub Niederrohrdorf musste sich mit dem fünften Platz begnügen. Aus der 2. Bundesliga war Nimzowitsch Zürich aufgestiegen, der sich als Dritter problemlos behauptete, absteigen musste hingegen der SK Bern.
Zu den gemeldeten Mannschaftskadern der teilnehmenden Vereine siehe Mannschaftskader der schweizerischen 1. Bundesliga im Schach 2003.

## Abschlusstabelle
| Pl. | Verein                             | Sp | G | U | V | MP   | Brett-P.  |
| --- | ---------------------------------- | -- | - | - | - | ---- | --------- |
| 01. | ASK Winterthur                     | 7  | 6 | 0 | 1 | 12:2 | 34,5:21,5 |
| 02. | SV Wollishofen                     | 7  | 6 | 0 | 1 | 12:2 | 33,5:22,5 |
| 03. | Nimzowitsch Zürich (N)             | 7  | 3 | 1 | 3 | 7:7  | 27,0:29,0 |
| 04. | Club d'échecs de la Chaux-de-Fonds | 7  | 3 | 0 | 4 | 6:8  | 27,5:28,5 |
| 05. | Schachclub Niederrohrdorf (M)      | 7  | 2 | 2 | 3 | 6:8  | 27,0:29,0 |
| 06. | Basel BVB                          | 7  | 2 | 1 | 4 | 5:9  | 25,0:31,0 |
| 07. | Luzern Musegg                      | 7  | 2 | 1 | 4 | 5:9  | 24,0:32,0 |
| 08. | SK Bern                            | 7  | 1 | 1 | 5 | 3:11 | 25,5:30,5 |

## Entscheidungen
|     | Schweizer Bundesmeister: ASK Winterthur |
|     | Absteiger in die 2. Bundesliga: SK Bern |
| (M) | Meister der letzten Saison              |
| (N) | Aufsteiger der letzten Saison           |

## Kreuztabelle
| Ergebnisse | Ergebnisse                         | 01. | 02. | 03. | 04. | 05. | 06. | 07. | 08. |
| ---------- | ---------------------------------- | --- | --- | --- | --- | --- | --- | --- | --- |
| 01.        | ASK Winterthur                     |     | 4½  | 4½  | 3½  | 5½  | 5½  | 6½  | 4½  |
| 02.        | SV Wollishofen                     | 3½  |     | 6   | 4½  | 4½  | 6   | 4½  | 4½  |
| 03.        | Nimzowitsch Zürich                 | 3½  | 2   |     | 4½  | 4   | 4½  | 5   | 3½  |
| 04.        | Club d'échecs de la Chaux-de-Fonds | 4½  | 3½  | 3½  |     | 3   | 3   | 5   | 5   |
| 05.        | Schachclub Niederrohrdorf          | 2½  | 3½  | 4   | 5   |     | 3½  | 4   | 4½  |
| 06.        | Basel BVB                          | 2½  | 2   | 3½  | 5   | 4½  |     | 3½  | 4   |
| 07.        | Luzern Musegg                      | 1½  | 3½  | 3   | 3   | 4   | 4½  |     | 4½  |
| 08.        | SK Bern                            | 3½  | 3½  | 4½  | 3   | 3½  | 4   | 3½  |     |

## Aufstiegsspiel zur 1. Bundesliga
Für das Aufstiegsspiel qualifiziert hatten sich mit dem Schachverein Birsfelden/Beider Basel und SK Aarau die Sieger der beiden Zweitligastaffeln. Der Wettkampf fand am 11. Oktober in Birsfelden statt. Die Gastgeber setzten sich deutlich mit 6½:1½ durch und stiegen damit in die 1. Bundesliga auf.
| SV Birsfelden/Beider Basel | SK Aarau             | Ergebnis |
| -------------------------- | -------------------- | -------- |
| Branko Filipović           | Heinz Wirthensohn    | ½:½      |
| Jean-Luc Costa             | Björn Urban Backlund | ½:½      |
| Charles Partos             | Rolf Walti           | ½:½      |
| Goran Milošević            | Martin Schmid        | 1:0      |
| Max Scherer                | Daniel Meyer         | 1:0      |
| Stanislav Budisin          | Markus Regez         | 1:0      |
| Zoran Bojic                | Manish Mathur        | 1:0      |
| Hans-Joachim Gierth        | Toni Preziuso        | 1:0      |

## Die Meistermannschaft
| 1.            | ASK Winterthur |
| Schachfiguren | Florian Jenni, Martin Ballmann, Severin Papa, Meinrad Schauwecker, Simon Kümin, Daniel Borner, René Hirzel, Erich Lang, Andreas Huss, Sacha Georges, Sebastian Gattenlöhner, Michael Bucher, Hans-Jörg Illi, Jörg Grünenwald. |